# Lohengrin (personage)

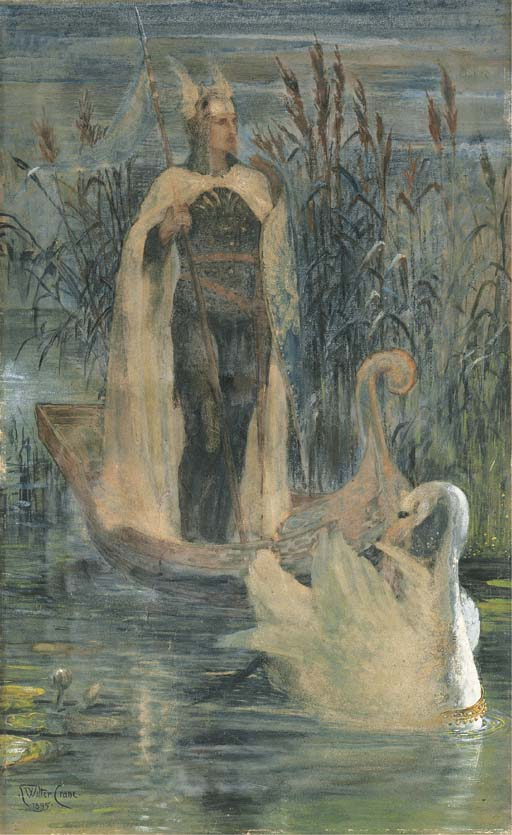
Lohengrin, door Walter Crane, 1895

Lohengrin is een personage uit de Duitse Arthurlegende. Als zoon van Parzival en ridder van de Ronde Tafel wordt hij uitgezonden in een boot, voortgetrokken door zwanen, om een maagd te gaan redden die nooit mag vragen wie hij is. Het verhaal van Lohengrin, dat voor het eerst opduikt in de roman Parzival van Wolfram von Eschenbach, is een variant op de legende van de Zwaanridder, die ook uit andere middeleeuwse bronnen bekend is. Het verhaal van Wolfram werd in twee latere romans verder uitgewerkt. De opera Lohengrin van Richard Wagner, uit 1848, bouwt voort op deze legende.

## Oorsprong
Volgens Wolfgang Golther namen de Angelen het verhaal van Skéaf (schoof) mee toen ze in de vijfde eeuw naar Brittannië kwamen. Ze bewaarden een oude saga over Skéafs komst als hulpeloos kind, gelegen op een korenschoof, op een schip zonder roer. Skéaf werd koning van de Angelen en na zijn dood werd hij weer op hetzelfde schip te water gelaten. Skéaf was leraar van zijn volk en werd stamvader van een roemrijk geslacht van koningen. Dit verhaal over een 'Engelse' held zou verband houden met een van de vele versies van Lohengrin. 
Lohengrin duikt voor het eerst op als "Loherangrin", de zoon van Parzival en Condwiramurs in de roman Parzival van Wolfram von Eschenbach. Wolframs verhaal is een variant op het verhaal van de Zwaanridder, dat oorspronkelijk geassocieerd werd met de Kruisvaartcyclus van de middeleeuwse literatuur. Loherangrin en zijn tweelingbroer Kardeiz gaan bij hun ouders wonen in Munsalväsche wanneer Parzival de Visserkoning wordt; Kardeiz zal later de seculiere landen van hun vader erven, terwijl Loherangrin in Munsalväsche blijft als Graalridder. De leden van deze orde worden in het geheim uitgezonden om heer te worden van koninkrijken die hun beschermers verloren hebben, en Loherangrin wordt uiteindelijk voor deze taak opgeroepen in Brabant, waar de hertog zonder mannelijke erfgenaam gestorven is. Elsa, de dochter van de hertog, vreest dat het gebied verloren zal gaan, maar dan komt Loherangrin aan in een boot, getrokken door een zwaan, en biedt aan haar te verdedigen. Hij waarschuwt haar echter dat ze nooit naar zijn naam mag vragen. Hij trouwt met de hertogin en dient Brabant vele jaren lang, tot Elsa op een dag de verboden vraag stelt. Hij legt uit waar hij vandaan komt en stapt terug in zijn zwanenboot, om nooit meer terug te keren.
In de Zwaneridder uit Nederlandse Sagen lezen we dat graaf Diederik van Kleef, Loen in Westfalen en Teisterbant in 713 overleed en zijn dochter Beatrix hem moest opvolgen. Pepijn van Herstal, hertog van Brabant, die haar had kunnen helpen, overleed ook (714). In 715 werd Beatrix van alle kanten aangevallen. Ze vluchtte naar haar burcht te Nijmegen. Dan verschijnt Elias Lohengrin, met een gouden zwaard, zilveren schild met een dubbel, gouden kruis, een jachthoorn en een prachtige ring met een diamant. Hij verslaat de belegeraars, huwt Beatrix en wordt door de koning van Frankenland verheven tot rijksvorst. Ze krijgen drie zonen: Diederik, Godfried en Koenraad. Als Lohengrin haar verlaat na het stellen van de verboden vraag naar zijn afkomst, gaat Beatrix in een toren aan de rivier dicht bij Kleef wonen. Ze werd niet oud en later herinnerd als de Witte Vrouw van de Zwanetoren. Diederik erfde het gouden zwaard en zilveren schild en volgde zijn vader op in het graafschap Kleef. Godfried werd graaf van Loen en erfde de jachthoorn. En de jongste, Koenraad, werd stamvader van de graven van Hessen en erfde de ring met de diamant. Van Lohengrin werd nog verteld dat hij met Karel Martel tegen de Moren had gestreden.
Het verhaal van de Zwaanridder werd voordien verteld in verband met de afkomst van Godfried van Bouillon, de eerste kruisvaarder die koning van Jeruzalem werd. Het verhaal duikt op in de twee versies van het verhaal Naissance du Chevalier au Cygne, dat de Zwaanridder Elias beschrijft die de verarmde hertogin van Bouillon komt verdedigen. Ze trouwen en krijgen een dochter, Ida, die later de moeder van Godfried en zijn broers zou worden. Het verhaal van de Zwaanridder is niet het enige volksverhaal dat Wolfram aanpast om het in zijn vertelling op te nemen; zo maakt hij van Pape Jan de zoon van zijn personage Feirefiz, Parzivals halfbroer.

## Latere versies

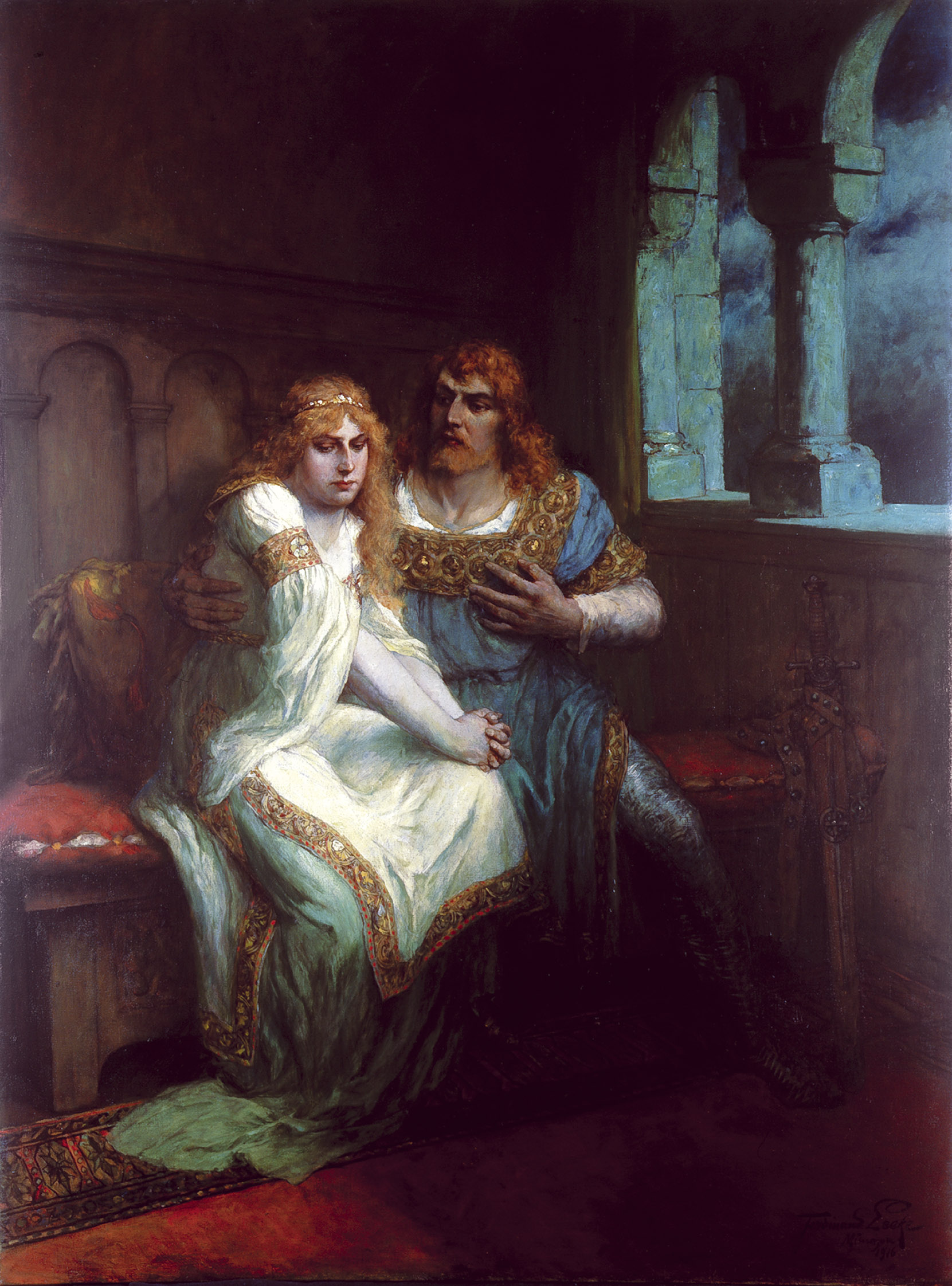
Lohengrin, door Ferdinand Leeke, 1916

Het verhaal werd opgepikt en uitgebreid in de laat-13e-eeuwse roman Lohengrin, geschreven door een zekere "Nouhusius" of "Nouhuwius", die de naam van het personage veranderde en de Graal- en Zwaanridderelementen van het verhaal verstrengelde met de geschiedenis van het Heilige Roomse Rijk. Het verhaal volgt dat van Wolfram op de voet, maar voegt een aantal details toe - met name het feit dat Elsa's ondervraging van haar echtgenoot pas tot stand komt nadat haar door een antagonist wijsgemaakt werd dat Lohengrin niet van edel bloed is - en breidt het materiaal uit tot een volwaardige heldenroman. In de 15e eeuw werd het verhaal opnieuw opgenomen in het anonieme werk Lorengel. Deze versie vermeldt het taboe op de mysterieuze afkomst van het hoofdpersonage niet, dus Lorengel en zijn prinses kunnen op het einde nog lang en gelukkig leven.
In 1848 paste Richard Wagner, sterk gebaseerd op het werk van Ludwig Lucas, het verhaal aan voor zijn populaire opera Lohengrin, zonder twijfel het werk waardoor Lohengrins verhaal vandaag het best bekend is. Terwijl koning Hendrik de Vogelaar (ca. 876-936) in Brabant troepen probeert te ronselen om de Hongaarse invallen af te slaan, verschijnt Lohengrin aan de oevers van de Schelde om de prinses en wees Elsa te verdedigen tegen de valse beschuldiging van graaf Frederick van Telramund, dat ze haar jongere broer en troonopvolger Godfried zou vermoord hebben (al blijkt Godfried op het einde van de opera nog te leven en keert hij ook terug). Graaf Frederick, die verbolgen is omdat Elsa niet met hem trouwen wil, staat onder invloed van de tovenares Ortrud. Zij veranderde Godfried in een zwaan, door hem een gouden ketting om de hals te hangen. Het personage Ortrud is Wagners geheel eigen schepping. Volgens Wagners versie krijgt de Zwaanridder door de Graal mystieke krachten die hij alleen kan bewaren als hij hun aard geheimhoudt; vandaar het gevaar van Elsa's vraag. Het bekendste fragment uit Lohengrin is het "Bruidskoor" ("Hier komt de bruid"), dat ook vandaag nog op veel huwelijken gespeeld wordt.
De Lohengrin van Wagner werd geparodieerd in de burlesque The Magic Knight van Victor Herbert uit 1906, en werd herwerkt tot de opera Lohengrin van Salvatore Sciarrino uit 1982, die het verhaal reduceert tot een manische zinsbegoocheling.